# Spirit Racing
Spirit Racing fue un constructor y equipo de automovilismo británico. Desde 1982 a 1988 compitió en Fórmula 2 Europea, Fórmula 1 y Fórmula 3000 Internacional. En F1 disputó 25 Grandes Premios y obtuvo un 7.º puesto como mejor resultado (Países Bajos 1983).

## Resultados

### Fórmula 1
(Clave) (negrita indica pole position) (cursiva indica vuelta rápida)

| Año     | Chasis   | Motor                | Neu. | Pilotos           | 1   | 2   | 3   | 4   | 5   | 6   | 7   | 8   | 9   | 10  | 11  | 12  | 13  | 14  | 15  | 16  | Puntos | Pos. |
| ------- | -------- | -------------------- | ---- | ----------------- | --- | --- | --- | --- | --- | --- | --- | --- | --- | --- | --- | --- | --- | --- | --- | --- | ------ | ---- |
| 1983    | 201 201C | Honda RA163E V6t     | G    |                   | BRA | USW | FRA | SMR | MON | BEL | USE | CAN | GBR | GER | AUT | NED | ITA | EUR | RSA |     | 0      | NC   |
| 1983    | 201 201C | Honda RA163E V6t     | G    | Stefan Johansson  |     |     |     |     |     |     |     |     | Ret | Ret | 12  | 7   | Ret | 14  |     |     | 0      | NC   |
| 1984    | 101      | Hart 415T L4t        | P    |                   | BRA | RSA | BEL | SMR | FRA | MON | CAN | USE | USA | GBR | GER | AUT | NED | ITA | EUR | POR | 0      | NC   |
| 1984    | 101      | Hart 415T L4t        | P    | Mauro Baldi       | Ret | 8   | Ret | 8   | Ret | DNQ |     |     |     |     |     |     |     |     | 8   | 15  | 0      | NC   |
| 1984    | 101      | Hart 415T L4t        | P    | Huub Rothengatter |     |     |     |     |     |     | NC  |     | Ret | NC  | 9   | NC  | Ret | 8   |     |     | 0      | NC   |
| 1984    | 101      | Ford Cosworth DFV V8 | P    | Huub Rothengatter |     |     |     |     |     |     |     | DNQ |     |     |     |     |     |     |     |     | 0      | NC   |
| 1985    | 101D     | Hart 415T L4t        | P    |                   | BRA | POR | SMR | MON | CAN | USE | FRA | GBR | GER | AUT | NED | ITA | BEL | EUR | RSA | AUS | 0      | NC   |
| 1985    | 101D     | Hart 415T L4t        | P    | Mauro Baldi       | Ret | Ret | Ret |     |     |     |     |     |     |     |     |     |     |     |     |     | 0      | NC   |
| Fuente: |          |                      |      |                   |     |     |     |     |     |     |     |     |     |     |     |     |     |     |     |     |        |      |